# کیم وون جین
کیم وون جین (کره‌ای: 김원진؛ زادهٔ ۱ مهٔ ۱۹۹۲) جودوکار اهل کره جنوبی است.